# György Klapka
György Klapka (în maghiară Klapka György, în germană Georg von Klapka; n. 7 aprilie 1820, Timișoara, Imperiul Austriac – d. 17 mai 1892, Budapesta, Austro-Ungaria) a fost un general și om politic maghiar din secolul al XIX-lea, care s-a remarcat în timpul Revoluției Maghiare din 1848-1849.

## Biografie

### Origini
György Klapka s-a născut în orașul Timișoara din Ungaria austriacă. Provenea dintr-o familie germanofonă de origine ceho-moravă, care a dat mai mulți ingineri militari, ofițeri și generali. Bunicul lui, Károly Klapka, a făcut avere și a dobândit titlul de nobil austriac ca farmacist principal al armatei împăratului Iosif al II-lea (tábori főgyógyszerész în limba maghiară) și s-a stabilit în Ungaria în anul 1780. Tatăl lui, József Klapka (1786-1863), a fost un ofițer, tipograf, filantrop și parlamentar și a fost primar al orașului Timișoara timp de paisprezece ani (1819-1833). Mama lui era Julianna Kehrer. În semn de recunoaștere a meritelor lor de către Ferdinand al V-lea, György și tatăl lui au fost incluși în nobilimea maghiară în 1841. Klapka a primit de timpuriu de la unchiul lui, Frigyes, locotenent de husari, o educație patriotică veritabilă.
A studiat la școala organizată de călugării piariști din orașul său natal, apoi la Kecskemét și la școala piaristă de la Szeged. S-a înscris în 1838, la vârsta de 18 ani, la școala militară de la Caransebeș.
György Klapka a fost francmason.

### Cariera militară
A devenit cadet în Regimentul 5 (Bervaldo) de artilerie în mai 1838. A intrat în 1842 în Corpul de gardă regală maghiară datorită influenței tatălui și unchiului său. Unitatea militară se afla la Viena și era comandată de August Vécsey, tatăl viitorului ofițer maghiar Károly Vécsey, executat în octombrie 1849 la Arad. Klapka a legat acolo o prietenie puternică cu Artúr Görgei, viitorul comandant-șef al armatei maghiare în timpul Revoluției. A fost demobilizat în 1847 cu gradul de locotenent major (főhadnagyi).
Susținător al programului Revoluției Maghiare de la 1848, el a fost trimis de Sándor Gál și de Károly Hajnik în Transilvania pentru a supraveghea mobilizarea militară a secuilor. Până la întoarcerea sa în Budapesta pe 13 iunie 1848 a fost înaintat la gradul de căpitan și a participat la luptele din regiunea sudică a imperiului. Pe 26 septembrie 1848 primul ministru Lajos Batthyány l-a numit comandant al trupelor de artilerie din fortăreața Monostor, aflată în apropierea orașului Komárom. Una dintre sarcinile sale a fost să asigure loialitatea trupelor staționate acolo față de noua constituție maghiară. Ca urmare a succesului obținut în Transilvania și la Komárom a fost numit maior în Marele Stat Major al Armatei Revoluționare Maghiare.
În noiembrie 1849, când era șeful statului major al armatei maghiare din Banat, a fost însărcinat să realizeze lucrările de fortificație a orașului Pozsony și a împrejurimilor sale, dar nu a apucat să ajungă acolo deoarece feldmareșalul austriac Windisch-Graetz a atacat orașul. Klapka a fost promovat colonel pe 9 ianuarie 1849 și comandant al armatei maghiare de pe cursul superior al Tisei, înlocuindu-l pe Lázár Mészáros care fusese învins de Schlik în Bătălia de la Kassa. A contribuit în mod remarcabil ca general de corp de armată în victoriile din bătăliile de la Vác, Kápolna,  Isaszeg, Nagysalló și Komárom. Evenimentele au luat totuși o turnură nefavorabilă după intervenția Armatei Ruse în ajutorul Armatei Austriece. Klapka a îndeplinit pentru o scurtă perioadă de timp funcția de ministru de război și a luat apoi comanda fortăreței Komárom, conducând o serie de expediții de succes până la capitularea de la Șiria din 13 august 1849. El a continuat, cu toate acestea, să apere Komáromul încă două luni înainte de a se preda în cele din urmă în condiții onorabile.
Klapka a plecat atunci în exil la Londra și apoi în Elveția, unde a locuit timp de mai mulți ani. A continuat să militeze prin toate mijloacele pe care le avea la dispoziție  pentru independența Ungariei. În 1859 Alexandru Ioan Cuza, primul prinț domnitor al Principatelor Unite ale Moldovei și Țării Românești, i-a oferit sprijin militar generalului Klapka în schimbul rezolvării favorabile a revendicărilor naționale ale diferitelor popoare de pe teritoriul ocupat de monarhia habsburgică, în special a românilor. În mai 1859 au fost semnate două acorduri între prințul Alexandru Ioan Cuza și generalul Klapka, comandantul revoluționarilor maghiari, prin care Cuza s-a angajat să achiziționeze și să furnizeze arme pentru revoluționarii maghiari, ajutându-i împotriva Austriei cu scopul realizării unei reconcilieri între naționalitățile de pe teritoriul Imperiului Austriac.
După Războiul austro-prusac din 1866 - în care el a organizat ca general-major prusac un corp de armată maghiar în Silezia - Klapka a primit permisiunea să se întoarcă în țara sa natală. A fost ales membru al parlamentului în 1867 și a susținut partidul lui Ferenc Deák. În 1877 a încercat să reorganizeze armata turcă în vederea unui război cu Rusia.
Generalul Klapka a murit la Budapesta pe 17 mai 1892. Un memorial a fost ridicat în memoria lui la Komárom în 1896.
A publicat câteva cărți: Memoiren (Leipzig, 1850); Der Nationalkrieg in Ungarn, &c.  (Leipzig, 1851); o istorie a Războiului Crimeii, Der Krieg im Orient... bis Ende Juli 1855 (Geneva, 1855); și Aus meinen Erinnerungen (tradus din maghiară, Zürich, 1887).
Scriitorul englez Jerome Klapka Jerome a fost numit după generalul maghiar.

## Decorații
- Ordinul Meritul Militar Maghiar (clasa a II-a)

## Imagini

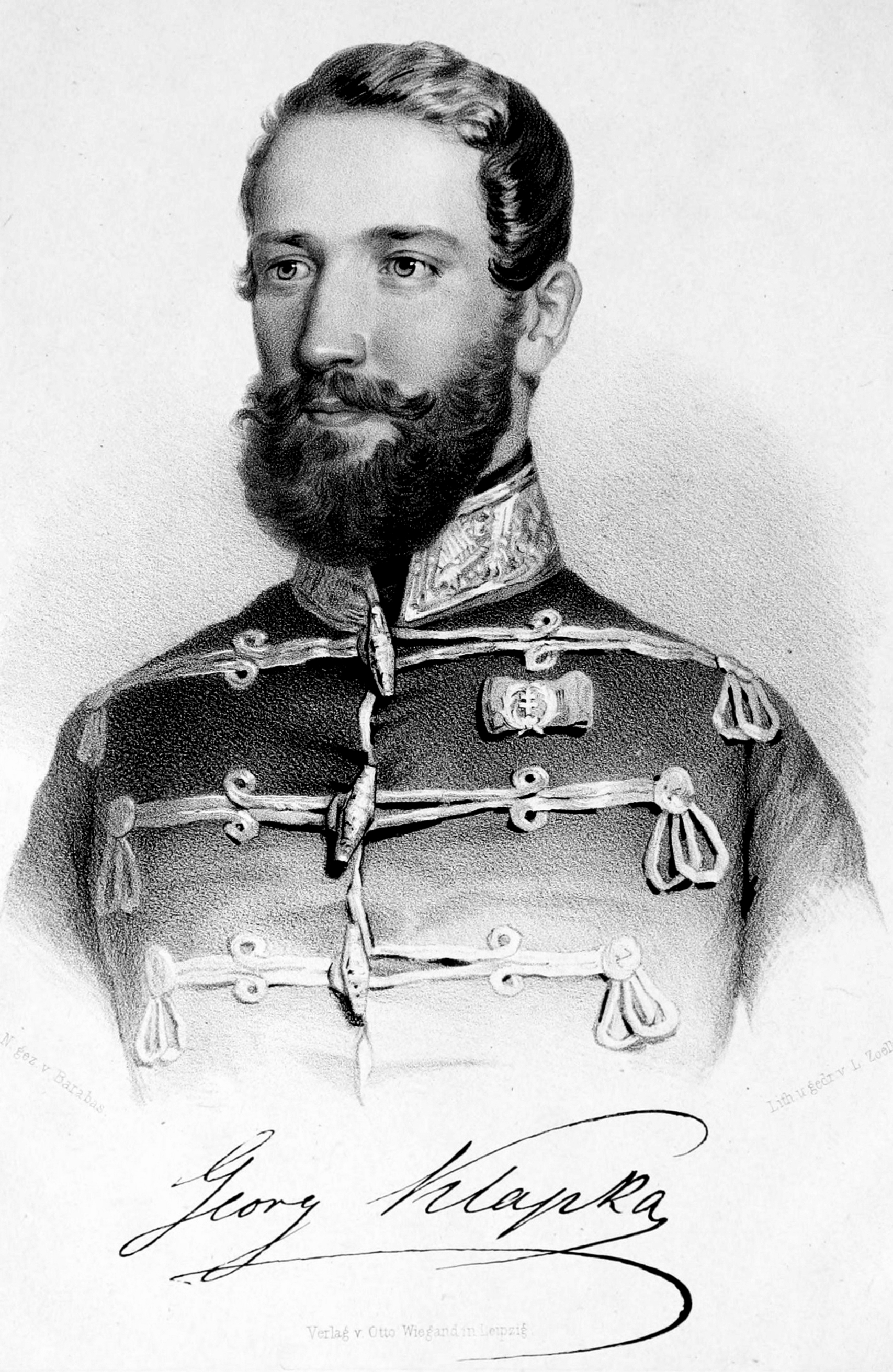
Litografia a lui György Klapka, 1840
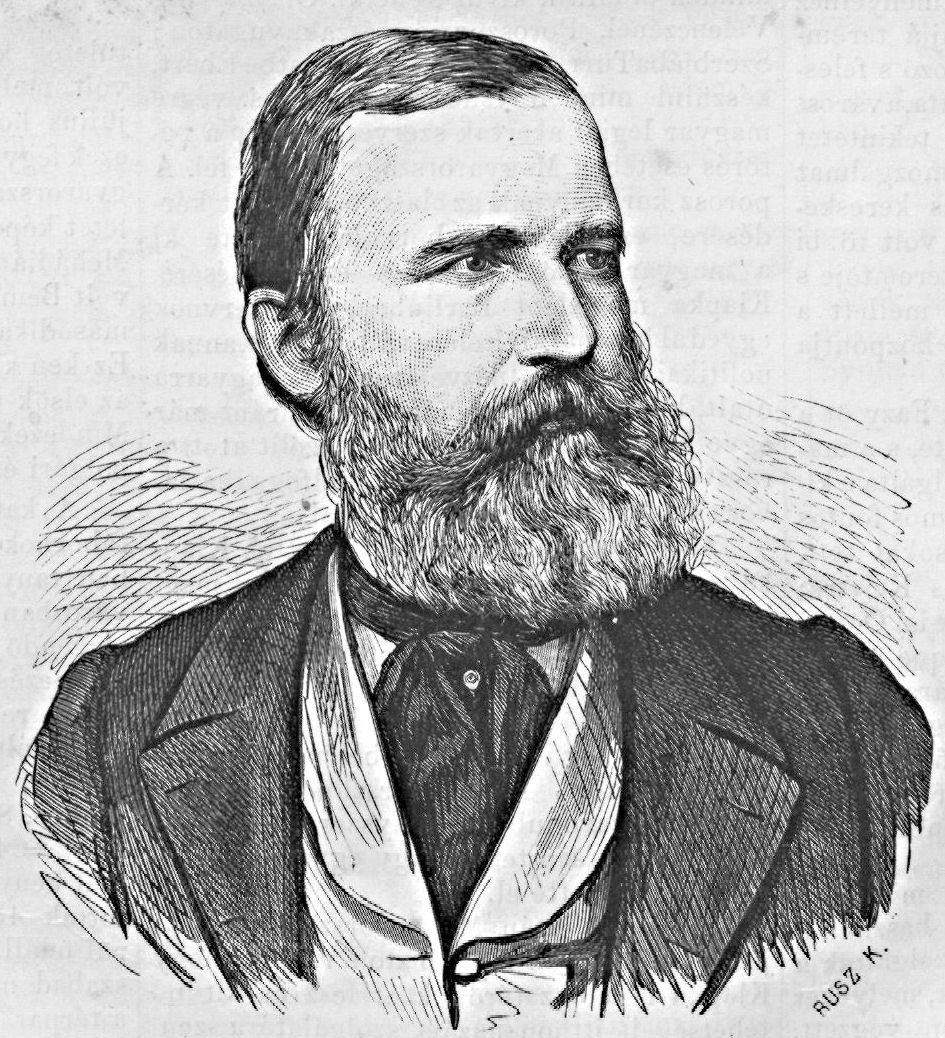
Klapka în 1867
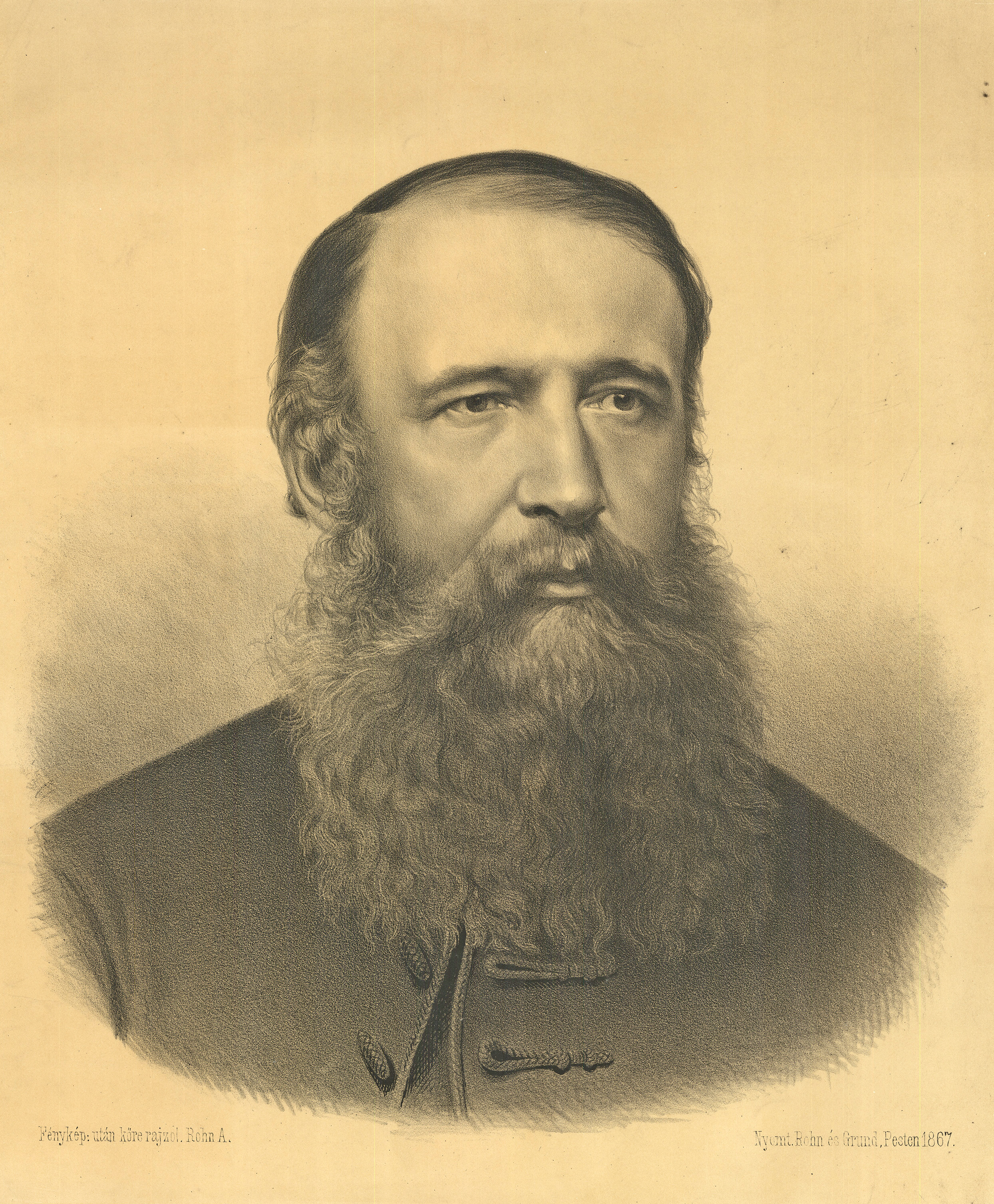
Litografia a generalului Klapka, 1867
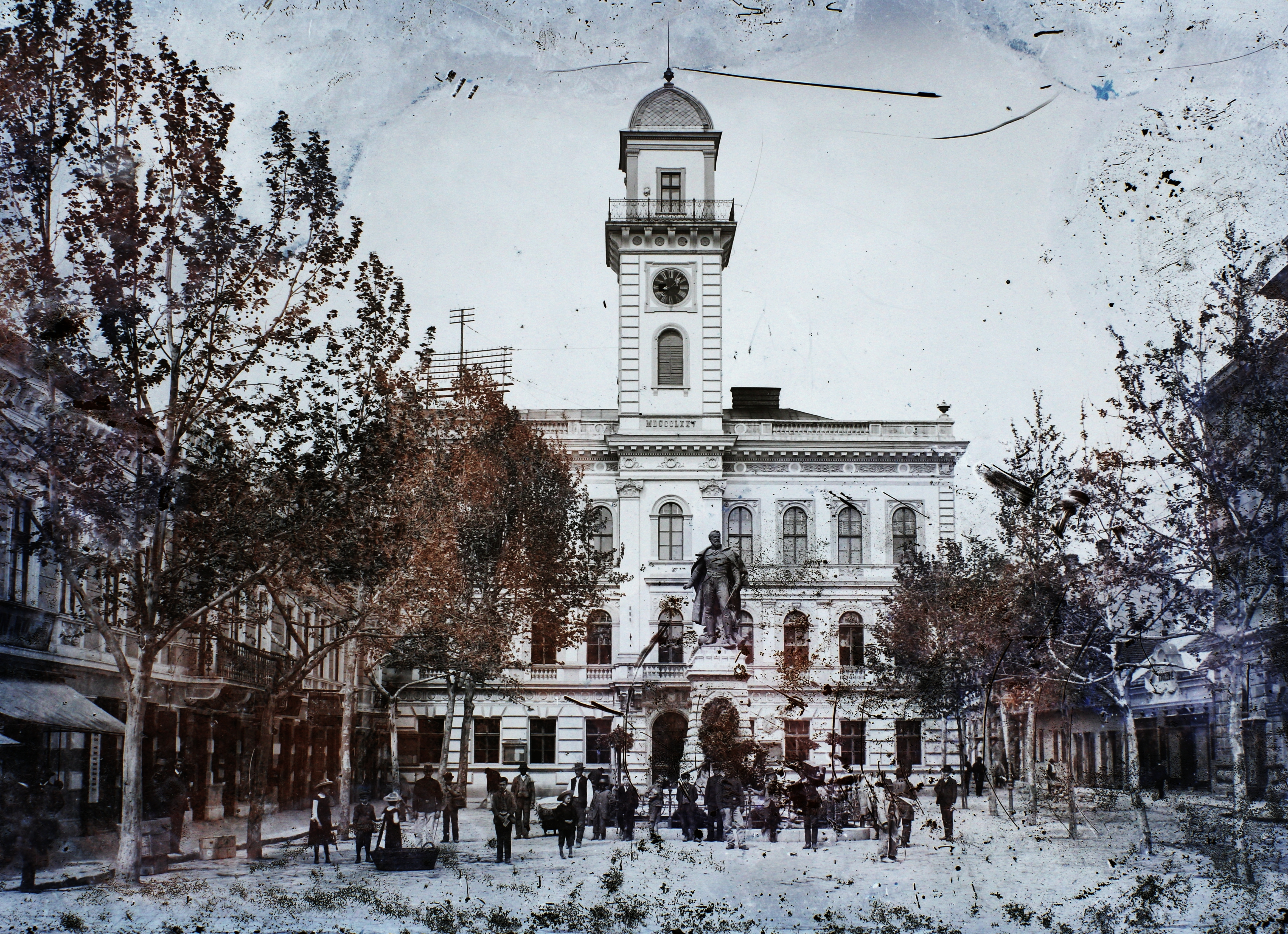
Statuia generalului Klapka din Komárno, construită în 1896
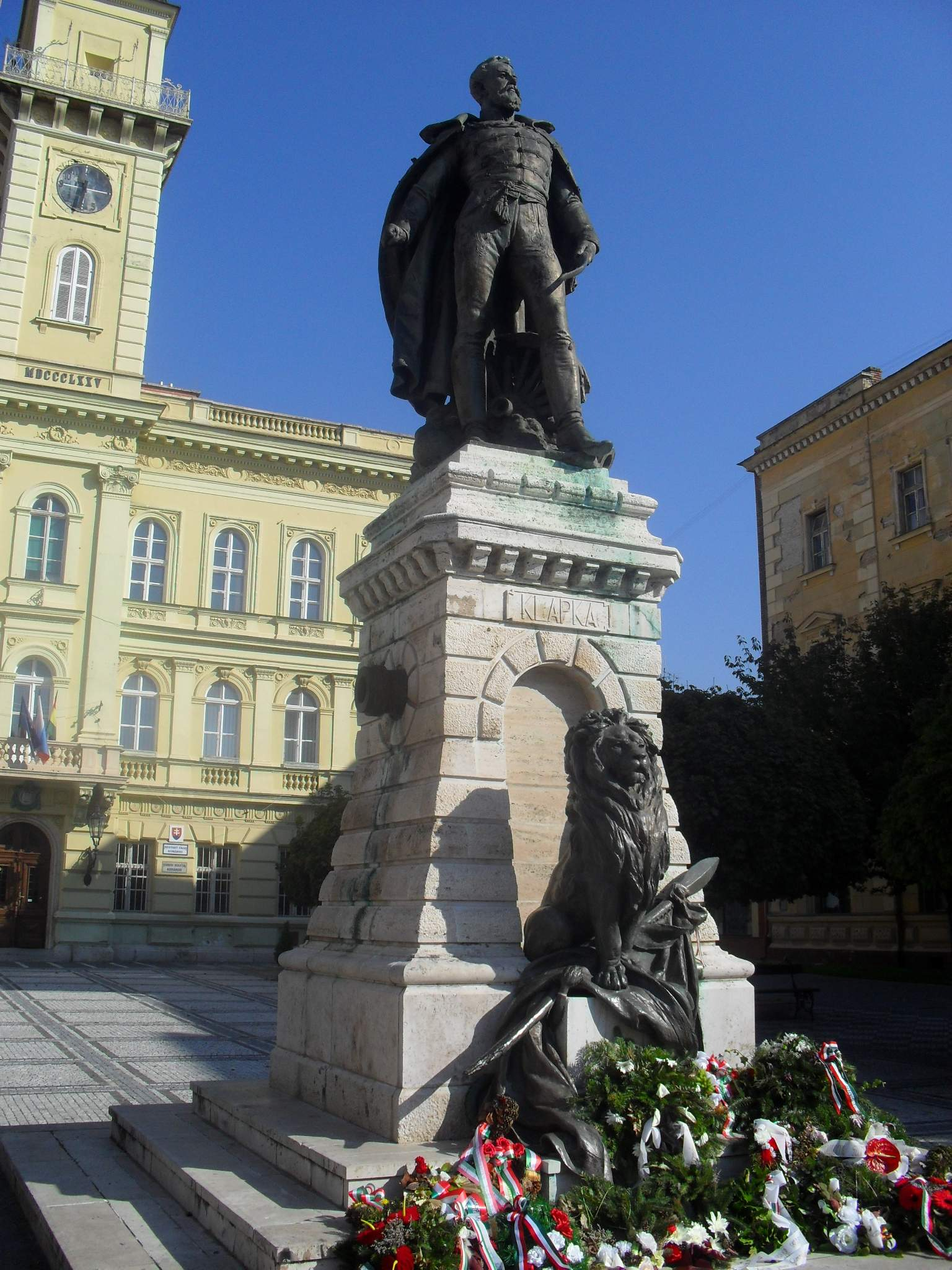
Statuia generalului Klapka din Komárno, construită în 1896